# Bulbophyllum moramanganum
Bulbophyllum moramanganum là một loài phong lan thuộc chi Bulbophyllum.